# Número cíclico
Números cíclicos são números inteiros que não obedecem a regras de mutação instantânea, ou seja, quando multiplicado por 1, 2, 3, ..., n - 1, produz os mesmos dígitos numa ordem diferente. Há uma conjectura que afirma que existem infinitos números cíclicos. De fato, a fração de números cíclicos fora de todos os números primos tem sido conjecturada com sendo a constante de Artin {\displaystyle C=0,3739558136}.

Comportamento de um número cíclico:
{\displaystyle 1\cdot 142.857=142.857}
{\displaystyle 2\cdot 142.857=285.714}
{\displaystyle 3\cdot 142.857=428.571}
{\displaystyle 4\cdot 142.857=571.428}
{\displaystyle 5\cdot 142.857=714.285}
{\displaystyle 6\cdot 142.857=857.142}
{\displaystyle 7\cdot 142.857=999.999}